# Диалло, Демба
Демба Диалло (фр. Demba Diallo; род. 13 октября 2000, Мали) — малийский футболист, нападающий клуба «Маниса» и сборной Мали. Участник Олимпийских игр 2024 в Париже.

## Клубная карьера
Диалло — воспитанник клуба «Стад Мальен». В 2017 году он дебютировал в чемпионате Мали. В составе клуба Демба дважды стал чемпионом Мали. В 2021 году Диалло перешёл в турецкий клуб «Маниса». 15 сентября в матче против «Менеменспора» он дебютировал в Первой лиге Турции. 21 ноября в поединке против «Алтынорду» Демба забил свой первый гол за «Манису».

## Международная карьера
16 января 2021 года в матче чемпионата африканских наций 2020 против сборной Буркина-Фасо Диалло дебютировал за сборную Мали. В поединке турнира против сборной Зимбабве Демба забил свой первый гол за национальную команду.
В 2024 году Диалло был включён в заявку олимпийской сборной Мали на участие в Олимпийских играх в Париже. На турнире он сыграл в матчах против команд Израиля, Японии и Парагвая.

### Голы за сборную Мали
| #   | Дата           | Место                 | Противник | Счёт | Результат | Соревнование                     |
| --- | -------------- | --------------------- | --------- | ---- | --------- | -------------------------------- |
| 01. | 20 января 2021 | Япома, Дуала, Камерун | Зимбабве  | 0:1  | 0:1       | Чемпионат африканских наций 2020 |

## Достижения
«Стад Мальен»
- Победитель чемпионата Мали (2) — 2019/2020, 2020/2021